# フーリエ変換

上は時間領域で表現された矩形関数f(t)（左）と、周波数領域で表現されたそのフーリエ変換f̂(ω)（右）。f̂(ω)はSinc関数である。下は時間遅れのある矩形関数 g(t) と、そのフーリエ変換 ĝ(ω)。 時間領域における平行移動 (ディレイ)は、周波数領域では虚数部の位相シフトとして表現される。

数学においてフーリエ変換（フーリエへんかん、英: Fourier transform、FT）は、実変数の複素または実数値関数{\displaystyle f}を、別の同種の関数に写す変換である。
工学においては、変換後の関数はもとの関数{\displaystyle f}に含まれる周波数を記述していると考え、しばしばもとの関数{\displaystyle f}の周波数領域表現 (frequency domain representation) と呼ばれる。言い換えれば、フーリエ変換は関数{\displaystyle f}を正弦波・余弦波に分解するとも言える。
フーリエ変換 (FT) は他の多くの数学的な演算と同様にフーリエ解析の主題を成す。特別の場合として、もとの関数とその周波領域表現が連続かつ非有界である場合を考えることができる。「フーリエ変換」という言葉は関数の周波数領域表現のことを指すこともあるし、関数を周波数領域表現へ写す変換の過程・公式を言うこともある。なおこの呼称は、19世紀フランスの数学者・物理学者で次元解析の創始者とされるジョゼフ・フーリエに由来する。

## 定義

### 絶対可積分関数に対する定義
絶対可積分関数 f: R → C のフーリエ変換の定義として、よく用いられるものにもいくつか異なる流儀がある。本項では
{\displaystyle {\hat {f}}(\xi ):=\int _{-\infty }^{\infty }f(x)e^{-2\pi ix\xi }\,dx}
を定義として用いる。ここでギリシャ文字小文字の ξ は任意の実数である。（他の流儀による定義については後述 → #その他の定義）
対象の関数における独立変数が物理量の場合、フーリエ変換は独立変数の次元をもとの逆数に移す。例えば、変換前の関数における独立変数 x が時間の次元をもつとき、変換後の独立変数 ξ は周波数の次元を持つ。あるいは、変換前の独立変数 x が長さの次元をもつとき、変換後の独立変数 ξ は波数の次元を持つ。この性質は定義より x ξ が無次元量であることから従う。
適当な条件のもと、f はその変換  からフーリエ逆変換 (inverse transform)
{\displaystyle f(x):=\int _{-\infty }^{\infty }{\hat {f}}(\xi )e^{2\pi ix\xi }\,d\xi }
によって復元することができる（x は任意の実数）。

### 超関数としての定義
上記の絶対可積分関数の定義では、次のような関数は{\displaystyle \int _{-\infty }^{\infty }|f(x)|dx=\infty }のため絶対可積分ではなく、フーリエ変換が定義できない。
- {\displaystyle f(x)=c}（{\displaystyle c}はゼロ以外の定数）
- {\displaystyle f(x)=x^{n}}（{\displaystyle n}は自然数）
- 周期関数（{\displaystyle f(x)=0}を除く）

このように、周期関数のようなフーリエ級数展開が可能な関数が、絶対可積分関数の意味でフーリエ変換できないことは非常に不便であり、またフーリエ変換の理解を難しくしている。
そこで、フーリエ変換の定義を超関数に拡張することが行われる。
超関数とは、急減少関数（シュワルツ空間の元である関数）の列{\displaystyle \{f_{n}(x)\}_{n=1}^{\infty }}であって、任意の急減少関数{\displaystyle \phi (x)}について{\displaystyle \lim _{n\to \infty }\int _{-\infty }^{\infty }f_{n}(x)\phi (x)dx}が存在するものを言い、
２つの急減少関数の列{\displaystyle \{f_{n}(x)\}_{n=1}^{\infty }}、{\displaystyle \{g_{n}(x)\}_{n=1}^{\infty }}が、任意の急減少関数{\displaystyle \phi (x)}について{\displaystyle \lim _{n\to \infty }\int _{-\infty }^{\infty }f_{n}(x)\phi (x)dx=\lim _{n\to \infty }\int _{-\infty }^{\infty }g_{n}(x)\phi (x)dx}が成り立つとき、{\displaystyle \{f_{n}(x)\}}と{\displaystyle \{g_{n}(x)\}}は同一の超関数を表すものとする。
イメージとしては、超関数は関数列の極限であるが、関数列自体が超関数であり、{\displaystyle \lim _{n\to \infty }f_{n}(x)}が収束値を持つ必要はない。
急減少関数は絶対可積分関数であるため、絶対可積分関数としてのフーリエ変換が定義されるが、急減少関数のフーリエ変換は急減少関数になるという性質がある。この性質を利用し、次のように超関数のフーリエ変換が定義される。
定義 急減少関数の列である超関数{\displaystyle \{f_{n}(x)\}_{n=1}^{\infty }}のフーリエ変換は、急減少関数の列{\displaystyle \{\int _{-\infty }^{\infty }f_{n}(x)e^{-2\pi ix\xi }dx\}_{n=1}^{\infty }}からなる超関数と定義される。
例 {\displaystyle f(x)=c}（{\displaystyle c}はゼロ以外の定数）については、急減少関数の列である超関数{\displaystyle \{c\exp(-x^{2}/n)\}}を考え

{\displaystyle \lim _{n\to \infty }c\exp(-x^{2}/n)=c}のため、任意の急減少関数{\displaystyle \phi (x)}について
{\displaystyle \lim _{n\to \infty }\int _{-\infty }^{\infty }c\exp(-x^{2}/n)\phi (x)dx=\int _{-\infty }^{\infty }c\phi (x)dx}となり広い意味で同一視可能、

そのフーリエ変換は急減少関数の列である超関数{\displaystyle \{\int _{-\infty }^{\infty }c\exp(-x^{2}/n-2\pi ix\xi )dx\}=\{c\exp(-n\pi ^{2}\xi ^{2})\int _{-\infty }^{\infty }\exp(-(x+n\pi i\xi )^{2}/n)dx\}}{\displaystyle =\{c{\sqrt {n\pi }}\exp(-n\pi ^{2}\xi ^{2})\}}となる。
ここで、

{\displaystyle \xi \neq 0}のときは{\displaystyle \lim _{n\to \infty }{\sqrt {n\pi }}\exp(-n\pi ^{2}\xi ^{2})=0}

{\displaystyle \xi =0}のときは{\displaystyle \lim _{n\to \infty }{\sqrt {n\pi }}\exp(-n\pi ^{2}\xi ^{2})=\infty }であり

{\displaystyle \int _{-\infty }^{\infty }{\sqrt {n\pi }}\exp(-n\pi ^{2}\xi ^{2})d\xi =1}である。これはデルタ関数と言われ、{\displaystyle f(x)=c}のフーリエ変換は、{\displaystyle c\delta (\xi )}となる。

## 導入
この節の記載は、フーリエ変換の「動機」についてのものであるが、フーリエ変換の理解に必須のものではなく、むしろ理解を妨げる要因（数学的に不正確な内容を含む）もあるため、注意が必要である。フーリエ変換についてのイメージを掴むには有用であるが、この節の理解に拘泥するとむしろ本質的な理解が阻害されることになる。すなわち、以下の段落では [−T/2, T/2]でのフーリエ級数展開を考察し、T → ∞として、(−∞, ∞)でのフーリエ変換を考えようとするものであるが、[−T/2, T/2]と(−∞, ∞)では全く様相が異なり、[−T/2, T/2]ではどのような連続関数もフーリエ級数展開可能であるが、(−∞, ∞)では拡張されたフーリエ級数展開（フーリエ変換）ができない連続関数が多数存在し、ｎ次関数、三角関数、指数関数、対数関数はどれもフーリエ変換ができない。任意のTについて、[−T/2, T/2]である命題が言えたとしても、(−∞, ∞)ではその命題が成り立たない典型例となっており、単純にT → ∞として、(−∞, ∞)での結論を導き出すことはできない。
ただし、ルベーグの優収束定理により、ある関数{\displaystyle \varphi (x)}が存在し、(−∞, ∞)で絶対可積分{\displaystyle \int _{-\infty }^{\infty }|\varphi (x)|dx<\infty }で、{\displaystyle |e^{-2\pi inx/T}f(x)|=|f(x)|\leq |\varphi (x)|}が言える場合は、

{\displaystyle f_{N}(x)}を、{\displaystyle f_{N}(x)=f(x)(-N\leq x\leq N)}、{\displaystyle f_{N}(x)=0(N<|x|)}と置けば、{\displaystyle |f_{N}(x)|\leq |\varphi (x)|}であり、

{\displaystyle \lim _{N\to \infty }\int _{-N}^{N}e^{-2\pi inx/T}f(x)dx=\lim _{N\to \infty }\int _{-\infty }^{\infty }e^{-2\pi inx/T}f_{N}(x)dx}{\displaystyle =\int _{-\infty }^{\infty }\lim _{N\to \infty }e^{-2\pi inx/T}f_{N}(x)dx=\int _{-\infty }^{\infty }e^{-2\pi inx/T}f(x)dx}
となり、有限区間での議論を(−∞, ∞)に拡張可能である。なお、この節の以下の段落では、リーマン和の極限であるリーマン積分でフーリエ変換を定義しているが、リーマン積分ではルベーグの優収束定理は成立せず、従ってフーリエ変換の性質のうち優収束定理に依存するものは成立しない。通常、フーリエ変換は、ルベーグの優収束定理が成立するルベーグ積分で定義され、それにより種々の性質が言えるものであり、この点でもこの節の記載は数学的に厳密ではない。
フーリエ変換を考える動機はフーリエ級数の研究に始まる。フーリエ級数の研究において、複雑な周期関数は単純な波動の数学的な表現である正弦関数や余弦関数の和として表される。正弦や余弦の性質のおかげで、この和に現れる各波の量、フーリエ係数を積分によって計算することができる。
多くの場合に、{\textstyle e^{2\pi i\theta }=\cos {2\pi \theta }+i\sin {2\pi \theta }}（オイラーの公式）を用いて、正弦関数および余弦関数の代りに基本波動 {\textstyle e^{2\pi i\theta }} を用いた方が便利である。この場合には多くの公式が簡単化され、本項で後述するフーリエ変換のほかの類似の定式化をあたえるという点に優位性がある。この正弦・余弦から複素指数関数への移行にはフーリエ係数が複素数値であることを要する。この複素数は、関数に含まれる波動の振幅（あるいは大きさ）と、位相（あるいは初期角）の両方を与えているものと通常は解釈される。また、この移行に際して「負の周波数」も導入される。例えば、波動 {\textstyle e^{2\pi i\theta }} および {\textstyle e^{-2\pi i\theta }} はともに周期1を持つが、複素フーリエ級数においては別々の成分として取り扱われる。したがって、周波数を単純に周期の逆数と考えることはできなくなる。
フーリエ級数を以下のようにしてフーリエ変換の動機付けに用いることができる。関数 ƒ をある区間 [−L/2, L/2] の外側で 0 となるようなものとすると、任意の T ≥ L に対して ƒ を区間 [−T /2, T /2] 上のフーリエ級数に拡張できる。ここで f のフーリエ級数に現れる波動 {\textstyle e^{2\pi inx/T}} の係数となる {\textstyle c_{n}} で表される「量」は
{\displaystyle {\hat {f}}{\Big (}{\dfrac {n}{T}}{\Big )}=c_{n}:=\int _{-T/2}^{T/2}e^{-2\pi inx/T}f(x)\,dx}
で与えられ、ƒ は公式
{\displaystyle f(x)={\frac {1}{T}}\sum _{n=-\infty }^{\infty }{\hat {f}}{\Big (}{\dfrac {n}{T}}{\Big )}e^{2\pi inx/T}}
で与えられなければならない。ξn = n/T とおき、Δξ = (n + 1)/T − n/T = 1/T とおくと、最後の和をリーマン和
{\displaystyle f(x)=\sum _{n=-\infty }^{\infty }{\hat {f}}{\Big (}{\dfrac {n}{T}}{\Big )}e^{2\pi ix\xi _{n}}\Delta \xi }
として考えることができる。T → ∞ とすることにより、このリーマン和は定義節で与えられるフーリエ逆変換に収束する。適当な条件の下では、この議論をもっと明確化することができる。したがって、この場合はフーリエ級数だが、フーリエ変換は関数に含まれる個々の特定の周波数がどの程度あるかを測るものと考えることができ、それらの波動を積分（あるいは「連続和」）によって再結合して元の関数を復元することができる。
以下の画像はフーリエ変換が特定の関数に含まれる周波数を測る方法を視覚的に現したものである。関数として、（t が秒で測られる場合には）3 ヘルツで振動し、急速に 0 になる
{\displaystyle f(t):=\cos(6\pi t)e^{-\pi t^{2}}}
を描く。この関数は特に描画しやすい実フーリエ変換をもつものとして選ばれたものであり、最初の画像はそのグラフである。(3) を計算するために、e−2πi(3t)ƒ(t) を積分する。二枚目の画像はこの被積分関数の実部および虚部である。被積分関数の実部は殆ど常に正となる。これは ƒ(t) が負であるときには e−2πi(3t) の実部が同様に負となることによる。それらは同じ比率で振動するから、ƒ(t) が正であるときも同様に e−2πi(3t) の実部も正になる。
この結果、被積分関数の実部のを積分すれば、比較的大きな数値（ここでの場合 0.5）を得ることになる。
一方、（(5) を見る場合のように）含まれない周波数を測れば、被積分関数は十分に振動し、それゆえにその積分はとても小さい値となる。一般の設定ではこれよりは少し複雑になるが、それでもフーリエ変換は関数 ƒ(t) に含まれる個々の周波数がどれくらいあるかを測るものという考え方に変わりはない。
この例では、{\displaystyle \cos(6\pi t)}ではなく、{\displaystyle \cos(6\pi t)e^{-\pi t^{2}}}と、不自然な{\displaystyle e^{-\pi t^{2}}}がかかっているが、{\displaystyle \cos(6\pi t)}は、(−∞, ∞)で絶対可積分ではなくフーリエ変換は不可能であり、{\displaystyle e^{-\pi t^{2}}}は、{\displaystyle \int _{-\infty }^{\infty }e^{-\pi t^{2}}dt=1}のため(−∞, ∞)で絶対可積分であり、{\displaystyle \cos(6\pi t)e^{-\pi t^{2}}}は、{\displaystyle |\cos(6\pi t)e^{-\pi t^{2}}|\leq e^{-\pi t^{2}}}と絶対値が絶対可積分関数より小さくなるため、それ自身絶対可積分関数となり、フーリエ変換が可能となっているものである。

3ヘルツの振動を示すもとの関数
3ヘルツにおけるフーリエ変換の被積分関数の実部および虚部
5ヘルツにおけるフーリエ変換の被積分関数の実部および虚部
3ヘルツおよび5ヘルツでラベル付けされたフーリエ変換

## フーリエ変換の性質
実数直線上で定義される関数 f が絶対可積分であるとは、
{\displaystyle \int _{-\infty }^{\infty }|f(x)|\,dx<\infty }
を満たすルベーグ可測関数であることをいう。

### 基本性質
絶対可積分関数 f(x), g(x), h(x) が与えられたとき、これらのフーリエ変換をそれぞれ (ξ), (ξ), (ξ)で表す。フーリエ変換は以下の基本性質を満たす。
線型性
任意の複素数 a, b について h(x) = aƒ(x) + bg(x) であるならば
{\displaystyle {\hat {h}}(\xi )=a\cdot {\hat {f}}(\xi )+b\cdot {\hat {g}}(\xi )}
が成り立つ。
平行移動
任意の実数 x0 に対して h(x) = ƒ(x − x0) であるならば
{\displaystyle {\hat {h}}(\xi )=e^{-2\pi ix_{0}\xi }{\hat {f}}(\xi )}
が成り立つ。
変調
任意の実数 ξ0 に対して h(x) = e2πixξ0ƒ(x) ならば
{\displaystyle {\hat {h}}(\xi )={\hat {f}}(\xi -\xi _{0})}
が成り立つ。
定数倍
非零実数 a に対し、h(x) = ƒ(ax) ならば
{\displaystyle {\hat {h}}(\xi )={\frac {1}{|a|}}{\hat {f}}{\Big (}{\frac {\xi }{a}}{\Big )}}
が成り立つ。a = −1 つまり h(x) = ƒ(−x) の場合には、時間反転性 (time-reversal property)
{\displaystyle {\hat {h}}(\xi )={\hat {f}}(-\xi )}
が導かれる。
複素共役
f(x) の複素共役 f(x) について
{\displaystyle {\hat {\overline {f}}}(\xi )={\overline {{\hat {f}}(-\xi )}}}
が成り立つ。
畳み込み
h(x) = (f ∗ g)(x) ならば
{\displaystyle {\hat {h}}(\xi )={\hat {f}}(\xi )\cdot {\hat {g}}(\xi )}
が成り立つ。

### 一様連続性とリーマン・ルベーグの補題
絶対可積分関数のフーリエ変換は、常に成り立つというわけではない性質も持っている。絶対可積分関数 ƒ のフーリエ変換は一様連続で
{\displaystyle \|{\hat {f}}\|_{\infty }\leq \|f\|_{1}}
を満たす。絶対可積分関数のフーリエ変換は
{\displaystyle {\hat {f}}(\xi )\to 0{\text{ as }}|\xi |\to \infty }
であることを述べたリーマン・ルベーグの補題をも満足する。絶対可積分函数 f のフーリエ変換  は有界連続だが絶対可積分であるとは限らず、その逆変換をルベーグ積分として書くことは一般にはできない。しかしながら、ƒ および  がともに絶対可積分ならば、反転公式
{\displaystyle f(x)=\int _{-\infty }^{\infty }{\hat {f}}(\xi )e^{2i\pi x\xi }\,d\xi }
が殆ど全ての x において成り立つ。つまり、ƒ は右辺で定義される連続関数と殆ど至る所等しい。特に ƒ が実数直線上の連続関数として与えられたならば全ての x において等式が成り立つ。
前述の結果としてわかることは、フーリエ変換が L1(R) 上単射であることである。

### プランシュレルの定理とパーセバルの定理
f(x) および g(x) は絶対可積分であるとし、そのフーリエ変換をそれぞれ (ξ) および (ξ) と表す。f(x) および g(x) がともに自乗絶対可積分であるならばパーセバルの定理
{\displaystyle \int _{-\infty }^{\infty }f(x){\overline {g(x)}}\,dx=\int _{-\infty }^{\infty }{\hat {f}}(\xi ){\overline {{\hat {g}}(\xi )}}\,d\xi }
が成立する。ここで上付きバーは複素共役を表す。
パーセバルの定理と同値なプランシュレルの定理によれば
{\displaystyle \int _{-\infty }^{\infty }|f(x)|^{2}\,dx=\int _{-\infty }^{\infty }|{\hat {f}}(\xi )|^{2}\,d\xi }
が成立する。プランシュレルの定理により、L2(R) に属する関数の後述する意味でのフーリエ変換を定義することが可能になる。プランシュレルの定理は、フーリエ変換はもとの量のエネルギーを保存するという自然科学における解釈を持つ。著者によってはこれらの定理のどちらともをプランシュレルの定理あるいはパーセバルの定理と呼んでいる場合があるので注意を要する。
局所コンパクトアーベル群に関する文脈におけるフーリエ変換の概念の一般の定式化についてはポントリャーギン双対の項を参照されたい。

### 不確定性関係
一般的に言って、f(x) が凝縮されればされるほどそのフーリエ変換  はより拡散される。特に、フーリエ変換のスケール性からわかることとして、関数を x において「圧搾」するならば、そのフーリエ変換は ξ において「伸展」される。したがって、関数とそのフーリエ変換の両方ともを勝手に凝縮させることはできない。
関数とそのフーリエ変換のコンパクト化のあいだの得失評価は不確定性関係の形で定式化することができる。ƒ(x) は絶対可積分かつ自乗絶対可積分であると仮定する。一般性を失うことなく関数 ƒ(x) は
{\displaystyle \int _{-\infty }^{\infty }|f(x)|^{2}\,dx=1}
に正規化されているものと仮定してよい。このとき、プランシュレルの定理により (ξ) も同様に正規化される。
x = 0 の周りでの拡散を
{\displaystyle D_{0}(f):=\int _{-\infty }^{\infty }x^{2}|f(x)|^{2}\,dx}
で定義される「0 の周りでの分散」(dispersion about zero) によって測ることにする。確率の言葉で言えば、これは |f(x)|2 の 0 の周りでの二次のモーメントである。
このとき不確定性原理は、関数 ƒ(x) が絶対連続で、関数 x·ƒ(x) および ƒ′(x) が自乗絶対可積分であるならば
{\displaystyle D_{0}(f)D_{0}({\hat {f}})\geq {\frac {1}{16\pi ^{2}}}}
が成り立つことを述べる。等式が成立するのは
{\displaystyle f(x)=C_{1}\,e^{{-\pi x^{2}}/{\sigma ^{2}}}}
したがって、
{\displaystyle {\hat {f}}(\xi )=\sigma C_{1}\,e^{-\pi \sigma ^{2}\xi ^{2}}}
である場合に限る。ただし、定数 σ > 0 は任意であり、係数 C1 は ƒ を L2-正規化する定数である。言い換えれば、 ƒ は 0 を中心に持つ（正規化）ガウス関数のとき等号が成り立つ。
事実として、この不等式は任意の x0, ξ0 ∈ R について
{\displaystyle {\Big [}\int _{-\infty }^{\infty }(x-x_{0})^{2}|f(x)|^{2}\,dx{\Big ]}{\Big [}\int _{-\infty }^{\infty }(\xi -\xi _{0})^{2}|{\hat {f}}(\xi )|^{2}\,d\xi {\Big ]}\geq {\frac {1}{16\pi ^{2}}}}
が成立することをも含む。
量子力学において、運動量と位置の波動関数は（プランク定数を因子に持つ）フーリエ変換対である。プランク定数でスケールしなおせば、上述の不等式はロバートソンの不確定性関係を記述する。これは、ハイゼンベルグが構想した不確定性原理そのものではないが、深い関係がある。

### ポアソン和公式
ポアソン和公式はフーリエ変換とフーリエ級数の間の関連性を提供する。絶対可積分関数 ƒ ∈ L1(Rn) が与えられたとき、ƒ の周期化が
{\displaystyle {\bar {f}}(x)=\sum _{k\in \mathbb {Z} ^{n}}f(x+k)}
によって与えられる。このとき、ポアソン和公式は f のフーリエ級数を ƒ のフーリエ変換に結びつけるもので、特に f のフーリエ級数は
{\displaystyle {\bar {f}}(x)\sim \sum _{k\in \mathbb {Z} ^{n}}{\hat {f}}(k)e^{2\pi ik\cdot x}}
で与えられることを述べるものである。ポアソン和公式を用いて、大きな次元のユークリッド球面における格子点の数に対するランダウの漸近公式を導出することができる。また、絶対可積分函数 f と  がともにコンパクト台を持つならば ƒ = 0 を示すこともできる。

### 畳み込み定理
フーリエ変換は、関数の畳み込みと関数の（点毎の）積とを相互に変換する。ƒ(x) および g(x) が絶対可積分関数であるとし、そのフーリエ変換をそれぞれ (ξ) および (ξ) で表す。さらに ƒ と g との畳み込みが存在して絶対絶対可積分であるならば、この畳み込みのフーリエ変換はフーリエ変換 (ξ) と (ξ) との積で与えられる（ただし、フーリエ変換の定義の仕方によっては定数因子が現れる場合もある）。
これを式で表せば、∗ を畳み込みとして
{\displaystyle h(x):=(f*g)(x):=\int _{-\infty }^{\infty }f(y)g(x-y)\,dy}
と表されるとき、
{\displaystyle {\hat {h}}(\xi )={\hat {f}}(\xi )\cdot {\hat {g}}(\xi )}
が成立することを意味する。線型時不変 (LTI) 系理論において、f(x) を単位インパルスで置き換えたものが h(x) = g(x) を与えることから、通例 g(x) は、入力 ƒ(x) と出力 h(x) に関する LTI 系のインパルス応答として解釈される。この場合、(ξ) はこの系の周波数応答を表す。
逆に、ƒ(x) がふたつの自乗絶対可積分函数 p(x) および q(x) の積に分解されるならば、 ƒ(x) のフーリエ変換は、各因子のフーリエ変換 (ξ) および (ξ) の畳み込みで与えられる。

### 相互相関定理
同様の方法で、h(x) が ƒ(x) と g(x) との相互相関
{\displaystyle h(x):=(f\star g)(x):=\int _{-\infty }^{\infty }{\overline {f(y)}}\,g(x+y)\,dy}
であるならば h(x) のフーリエ変換が
{\displaystyle {\hat {h}}(\xi )={\overline {{\hat {f}}(\xi )}}\,{\hat {g}}(\xi )}
で与えられることが示される。

### 固有関数
L2(R) の正規直交基底の重要な一つはエルミート函数系
{\displaystyle {\psi }_{n}(x):={\frac {\sqrt[{4}]{2}}{\sqrt {n!}}}\,e^{-\pi x^{2}}H_{n}(2x{\sqrt {\pi }})}
で与えられる。ここで Hn(x) は「確率論者の」エルミート多項式と呼ばれる、{\displaystyle H_{n}(x):=(-1)^{n}e^{x^{2}/2}D^{n}e^{-x^{2}/2}} で定義される関数である。この規約の下、フーリエ変換は
{\displaystyle {\hat {\psi }}_{n}(\xi )=(-i)^{n}{\psi }_{n}(\xi )}
で与えられる。言い換えれば、エルミート関数系は L2(R) 上のフーリエ変換の固有関数からなる完全正規直交系を成す。しかしながら、この固有関数系の選び方は一意ではなく、フーリエ変換の相異なる固有値は {±1, ±i} の 4 つしかなく、同じ固有値に属する固有関数の任意の線型結合はふたたび固有関数になる。この結果として L2(R) を 4 つの空間 H0, H1, H2, H3 で、フーリエ変換が Hk 上で単に ik-倍として作用するものの直和に分解することができる。この方法によるフーリエ変換の定義はウィーナーによる。エルミート関数を選ぶのが便利なのは、それらが周波数域と時間域の両方で指数関数的に局在することと、それゆえに時間周波数解析において用いられる非整数次フーリエ変換が得られることにある 。

### 球面調和関数
{\displaystyle {\mathcal {A}}_{k}} で次数 k の斉次調和多項式全体の成す集合を表す。集合 {\displaystyle {\mathcal {A}}_{k}} は体球面調和関数系として知られる。高次元において体球面調和関数系はエルミート多項式と同様の役割を演じる。具体的には、{\displaystyle {\mathcal {A}}_{k}} の適当な P(x) に対し、f(x) = e−π|x|2P(x) のフーリエ変換は
{\displaystyle {\hat {f}}(\xi )=i^{-k}f(\xi )}
で与えられる。集合 {\displaystyle {\mathcal {H}}_{k}} を f(|x|)P(x) (P(x) ∈ {\displaystyle {\mathcal {A}}_{k}}) の形の関数から作られる線型結合全体の成す集合の L2(Rn) における閉包とする。このとき、空間 L2(Rn) は空間 {\displaystyle {\mathcal {H}}_{k}} の直和に分解され、フーリエ変換は各空間 {\displaystyle {\mathcal {H}}_{k}} をそれ自身に移す。また、各空間 {\displaystyle {\mathcal {H}}_{k}} へのフーリエ変換の作用を特徴付けることができる。ƒ(x) = ƒ0(|x|)P(x) (P(x) ∈ {\displaystyle {\mathcal {A}}_{k}}) と表される関数のフーリエ変換は
{\displaystyle {\hat {f}}(\xi )=F_{0}(|\xi |)P(\xi )}
となる。ただし、
{\displaystyle F_{0}(r)=2\pi i^{-k}r^{-(n+2k-2)/2}\int _{0}^{\infty }f_{0}(s)J_{(n+2k-2)/2}(2\pi rs)s^{(n+2k)/2}\,ds}
であり、J(n + 2k − 2)/2 は次数 (n + 2k − 2)/2 の第一種ベッセル関数である。k = 0 のとき、これは動径関数のフーリエ変換に対する有用な公式を与える。

## 一般化

### 他の函数空間上のフーリエ変換
フーリエ変換の定義を他の函数空間に対するものへ拡張することができる。コンパクト台を持つ滑らかな函数は絶対可積分で、その全体は L2(R) において稠密であるから、プランシュレルの定理を用いて、L2(R) の一般の函数にまで（コンパクト台をもつ滑らかな函数によって近似して）フーリエ変換の定義を拡張することができる。さらに
{\displaystyle {\mathcal {F}}\colon L^{2}(\mathbb {R} )\to L^{2}(\mathbb {R} )}
はユニタリ作用素である。フーリエ変換の多くの性質はこの場合にもそのまま成立する。ハウスドルフ・ヤング不等式を用いて 1 ≤ p ≤ 2 に対する Lp(R) の函数を含むようにフーリエ変換の定義を拡張することができる。
だが、さらなる拡張はもっと技巧的である。2 < p < ∞ の範囲でのLp に属する函数のフーリエ変換には超函数の研究が必要である。事実として、p > 2 に関する Lp に属する函数のフーリエ変換は函数としては定義できないことを示すことができる 。

### 多次元版
フーリエ変換は勝手な次元 n において考えることができる。1-次元の場合と同様にさまざまな流儀があるが、本項では絶対可積分函数 ƒ(x) に対して、
{\displaystyle {\hat {f}}(\xi )={\mathcal {F}}(f)(\xi )=\int _{\mathbb {R} ^{n}}f(x)e^{-2\pi ix\cdot \xi }\,dx}
をフーリエ変換の定義とする。ここで、x および ξ は n-次元ベクトルであり、x · ξ はベクトルの点乗積である。点乗積はしばしば <x, ξ> とも書き表される。
プランシュレルの定理やパーセバルの定理がそうであるように、上述の基本性質は n-次元フーリエ変換においても成立する。函数が絶対可積分であるとき、フーリエ変換はやはり一様連続であり、リーマン・ルベーグの補題が成立する。
より高い次元ではフーリエ変換の制限問題の研究が興味深いものになる。絶対可積分函数のフーリエ変換は連続で、この函数の任意の集合への制限が定義される。しかし自乗絶対可積分函数のフーリエ変換は自乗絶対可積分函数の一般の類を成す。そのような L2(Rn)-函数のフーリエ変換の制限は測度 0 の集合上では定義することができない。1 ≤ p ≤ 2 に対する Lp における制限問題の理解はいまだ活発な研究の行われる領域である。驚くべきことに、集合 S の曲率が非零であるようないくつかの場合には、フーリエ変換の S への制限を定義することができる。S が Rn における単位球面であるときが特に興味深い。この場合に、トマス-ステインの制限定理によれば、フーリエ変換の Rn における単位球面への制限は 1 ≤ p ≤ (2n + 2)/(n + 3) に対する Lp 上で有界作用素である。
1-次元の場合と多次元の場合とで、フーリエ変換の大きな違いは部分和作用素に関係する。与えられた絶対可積分函数 ƒ に対し
{\displaystyle f_{R}(x)=\int _{S_{R}}{\hat {f}}(\xi )e^{2\pi ix\cdot \xi }\,d\xi ,\quad x\in \mathbb {R} ^{n}}
で定義される函数 ƒR を考える。さらに ƒ が Lp(Rn) に属すると仮定する。n = 1 で 1 < p < ∞ とし、SR = (−R, R) と置くと、ヒルベルト変換の有界性から ƒR は R を無限大に飛ばす極限で ƒ に Lp 内で収束する。素朴に n > 1 の場合にも同様であることを期待するかもしれない。SR を一辺の長さが R の立方体とするならば、確かに部分和作用素はもとの函数に収束する。別の自然な候補としてユークリッド球体 SR = {ξ : |ξ| < R} をとると、部分和作用素が収束するためには単位球体に対するマルチプライヤーが Lp(Rn) において有界である必要がある。n ≥ 2 に対しては、単位球体に対するマルチプライヤーは p = 2 でない限り有界にはならないというよく知られたチャールズ・フェファーマンの定理がある。事実として、p ≠ 2 のときには ƒR が ƒ に Lp 内で収束しないだけではなく、函数 ƒ ∈ Lp(Rn) であっても ƒR が Lp の元でさえないようなものまでが存在する。

### フーリエ・スティルチェス変換
Rn 上の有限ボレル測度 μ のフーリエ変換は
{\displaystyle {\hat {\mu }}(\xi )=\int _{\mathbb {R} ^{n}}e^{-2\pi ix\cdot \xi }\,d\mu }
によって与えられる。この変換は絶対可積分函数のフーリエ変換がもつ多くの性質を引き続き満足する。大きな違いの一つに、測度に関してリーマン・ルベーグの補題が成り立たないことが挙げられる。dμ = ƒ(x)dx の場合には上述の定義式を f の通常のフーリエ変換の定義に簡約化することができる。
このフーリエ変換を用いて連続測度の特徴づけを与えることができる。ボホナーの定理はそのような函数を測度のフーリエ・スティルチェス変換として得られるものとして特徴付ける。
さらに言えば、ディラックのデルタ函数は函数ではないが有限ボレル測度であり、そのフーリエ変換は定数函数となる（特殊値は用いるフーリエ変換の形に依存する）。

### 緩増加超函数
フーリエ変換はシュワルツ函数全体の成す空間（シュワルツ空間）をそれ自身に移す同相写像を与える。これにより、緩増加超函数のフーリエ変換を定義することができる。これには上述の絶対可積分函数が全て含まれ、それに加えて緩増加超函数のフーリエ変換がふたたび緩増加超函数となるという利点がある。
超函数のフーリエ変換を定義するいくつかの動機は、以下のふたつの事実に由来する。ひとつめは、ƒ と g が絶対可積分函数でそのフーリエ変換をそれぞれ ,  とするとき、フーリエ変換は乗法公式
{\displaystyle \int _{\mathbb {R} ^{n}}{\hat {f}}(x)g(x)\,dx=\int _{\mathbb {R} ^{n}}f(x){\hat {g}}(x)\,dx}
に従うこと。ふたつめは、任意の絶対可積分函数 ƒ は、任意のシュワルツ函数 φ に対して
{\displaystyle T_{f}(\varphi )=\int _{\mathbb {R} ^{n}}f(x)\varphi (x)\,dx}
を満たすという条件によって超函数 Tƒ を定めることである。これらの事実により、与えられた超函数 T に対してそのフーリエ変換を、任意のシュワルツ函数 φ に対して
{\displaystyle {\hat {T}}(\varphi )=T({\hat {\varphi }})}
なる関係式によって定義する。これは f = Tf^ から従う。
超函数は微分可能であり、緩増加超函数のフーリエ変換と微分および畳み込みとはやはり上述の意味で両立する。

### 局所コンパクトアーベル群
フーリエ変換を任意の局所コンパクトアーベル群に対して一般化することができる。局所コンパクトアーベル群とは、抽象アーベル群であると同時に局所コンパクトなハウスドルフ空間であって、なおかつその位相に関して群演算が連続となるものである。G が局所コンパクトアーベル群ならば、G はハール測度と呼ばれる平行移動不変な測度 μ を持つ。また、局所コンパクトアーベル群 G に対して、その位相を指標全体の成す集合  へ移行することができて、 自身も局所コンパクトアーベル群の構造を持つ。L1(G) に属する函数 f に対して、そのフーリエ変換を
{\displaystyle {\hat {f}}(\xi )=\int _{G}\xi (x)f(x)\,d\mu \qquad \left(\forall \ \xi \in {\hat {G}}\right)}
によって定義することができる。
この一般化を概周期函数に適用した理論や、準周期函数に適用した理論が知られている。

## 応用

### 微分方程式の解析学
フーリエ変換および近い関係にあるラプラス変換は微分方程式の解法において広く用いられる。f(x) を可微分函数で、そのフーリエ変換を (ξ) とすると、導函数のフーリエ変換が 2πiξ(ξ) で与えられるという意味でフーリエ変換と微分作用素は両立する。このことを用いて微分方程式を代数方程式に変換することができる。ただし、この手法は定義域が実数全体である場合にしか適用できないことに注意が必要である。これを拡張して、定義域が Rn であるような多変数函数に関する偏微分方程式を代数方程式に書き換えることもできる。

## フーリエ変換の定義域と値域
フーリエ変換を可能な限り最も一般な定義域上で考えることが望ましいことも多々ある。フーリエ変換を積分として定義すれば、定義域は絶対可積分函数全体の成す空間に自然に制限されてしまうが、不幸にして絶対可積分函数のフーリエ変換として得られる函数の簡単な特徴づけは知られていない。フーリエ変換の定義域の拡張は上述のようにいくつかの方法を用いて行うことができる。以下いくつか、フーリエ変換の定義されるより広範な定義域と領域について詳細を述べる。
- シュワルツ函数全体の成す空間（シュワルツ空間）はフーリエ変換の下で閉じている。シュワルツ函数は急減少函数であって、フーリエ変換の関連する函数すべてを含んでいるわけではない。より詳細は (Stein & Weiss 1971) を参照せよ。
- ルベーグ絶対可積分函数全体の成す空間 L1 はフーリエ変換によって、無限遠で 0 に収束する連続函数全体の成す空間 C0 へ写される。
- 自乗絶対可積分函数全体の成す空間 L2 はフーリエ変換のもとで閉じている。しかしここでのフーリエ変換はもはや積分によって定義されるものではない。
- 空間 Lp は空間 Lq へ写る。ここに、 1/p + 1/q = 1 であり、 1 ≤ p ≤ 2 とする（ハウスドルフ・ヤング不等式）。
- 緩増加超函数全体の成す集合はフーリエ変換の下で閉じている。緩増加超函数は函数の一般化ともなっている。この一般化ではディラックの櫛型函数のようなもののフーリエ変換も定義することができる。

## その他の記法
フーリエ変換の記法として (ξ) 以外によく用いられるものに
{\displaystyle F(\xi ),\quad {\mathcal {F}}(f)(\xi ),\quad ({\mathcal {F}}f)(\xi ),\quad {\mathcal {F}}(f(t))}
などがある。あるいはもっと他の記号を使うことも在りうる。たとえば、（f(x) と F(ξ) のように）もとの函数を表している文字の対応する大文字を用いてそのフーリエ変換を表すことは自然科学や工学においてとくによく用いられる記法である。
複素函数 (ξ) は、極座標に関してこれを表示することにより、振幅
{\displaystyle A(\xi )=|{\hat {f}}(\xi )|,}
および位相
{\displaystyle \varphi (\xi )=\arg({\hat {f}}(\xi ))}
と呼ばれるふたつの実函数 A(ξ) および φ(ξ) を用いて
{\displaystyle {\hat {f}}(\xi )=A(\xi )e^{i\varphi (\xi )}}
なる形に解釈することができる。
このとき逆変換は ƒ(x) の周波数成分すべての再結合として
{\displaystyle f(x)=\int _{-\infty }^{\infty }A(\xi )\,e^{i(2\pi \xi x+\varphi (\xi ))}\,d\nu }
と書くことができる。各成分は振幅が A(ξ) で（x = 0 における）初期位相角が φ(ξ) であるような e2πixξ のかたちの複素正弦曲線である。
フーリエ変換は函数空間の間の写像として考えることもできる。この写像はここでは {\displaystyle {\mathcal {F}}} で表し、函数 f のフーリエ変換には {\displaystyle {\mathcal {F}}(f)} が用いられる。この写像 {\displaystyle {\mathcal {F}}} は函数空間上の線型変換とみることができ、それによって {\displaystyle {\mathcal {F}}(f)} と書く代わりに、ベクトル（ここでは函数 f）の線型変換を表す線型代数学の標準的な記法で {\displaystyle {\mathcal {F}}f} と書くこともできる。函数にフーリエ変換を施した結果は再び函数となるから、この新たな函数の ξ における値というものには意味があり、それを {\displaystyle {\mathcal {F}}(f)(\xi )} あるいは {\displaystyle ({\mathcal {F}}f)(\xi )} などと表す。前者の場合には {\displaystyle {\mathcal {F}}} はまず f に施されて、その後に得られた函数の ξ における値が評価されるものと暗黙に理解されているということに注意しなければならない。なお、混乱を防ぐため（そしてラプラス変換の記法と統一して）括弧の種類を変えて{\displaystyle {\mathcal {F}}[f](\xi )}のように書く場合もある。
数学や多くの応用科学において、函数 f それ自身と函数 f の変数 x における値 f(x) とを峻別しなければならないことがしばしばある。このことが意味するのは、たとえば{\displaystyle {\mathcal {F}}(f(x))} のような記法は、形式的には f の x における「値」のフーリエ変換と解釈できてしまうということである。このような不具合にもかかわらず、特定の函数あるいは特定の変数の函数を頻繁に変換しなければならないような場合には、このような記法はよく用いられる。たとえば
{\displaystyle {\mathcal {F}}(\mathrm {rect} (x))=\mathrm {sinc} (\xi )}
は矩形函数のフーリエ変換が sinc-函数であることを表すために用いられることがあり、またたとえば
{\displaystyle {\mathcal {F}}(f(x+x_{0}))={\mathcal {F}}(f(x))e^{2\pi i\xi x_{0}}}
はフーリエ変換のシフト性を表すのに用いられることがある。最後の例は、変換される函数 f をx0 のではなく x の函数であるという前提のもとでのみ正しいということに注意を要する。

## その他の定義
フーリエ変換の定義として慣習的によく用いられるものが3個ある。しばしば、フーリエ変換を毎秒ラジアンを単位とする角周波数 ω = 2πξ を用いて表す。ξ = ω/(2π) と置き換えれば、上述の定義式はこの規約の下
{\displaystyle {\hat {f}}(\omega )=\int _{\mathbb {R} ^{n}}f(x)e^{-i\omega \cdot x}\,dx}
と書くことができ、また同じくこの規約の下で逆変換は
{\displaystyle f(x)={\frac {1}{(2\pi )^{n}}}\int _{\mathbb {R} ^{n}}{\hat {f}}(\omega )e^{i\omega \cdot x}\,d\omega }
となる。本項における定義とは異なり、この規約によって定義されるフーリエ変換はもはや L2(Rn) 上の変換としてユニタリではなく、フーリエ変換と逆変換との間の対称性も失われている。
他によく用いられる流儀は (2π)n の因子をフーリエ変換とその逆変換の間で均等に分割するもので、
{\displaystyle {\hat {f}}(\omega )={\frac {1}{(2\pi )^{n/2}}}\int _{\mathbb {R} ^{n}}f(x)e^{-i\omega \cdot x}\,dx,}
{\displaystyle f(x)={\frac {1}{(2\pi )^{n/2}}}\int _{\mathbb {R} ^{n}}{\hat {f}}(\omega )e^{i\omega \cdot x}\,d\omega }
という定義が導かれる。この規約のもとでは、フーリエ変換はふたたび L2(Rn) 上のユニタリ変換となり、また フーリエ変換と逆変換の間の対称性も回復することができる。
これら三種類の定義はどれも、順変換逆変換ともに複素指数函数的な積分核を結びつけることによって形成されている。順変換と逆変換で肩に付く符合は反対でなければならないが、どちらがどちらの符号を持つべきであるかという選択は、やはり定義の仕方によるということになる。
| 周波数 ξ（ヘルツ）         | ユニタリ   | {\displaystyle {\hat {f}}_{1}(\xi )\ {\stackrel {\mathrm {def} }{=}}\ \int _{\mathbb {R} ^{n}}f(x)e^{-2\pi ix\cdot \xi }\,dx={\hat {f}}_{2}(2\pi \xi )=(2\pi )^{n/2}{\hat {f}}_{3}(2\pi \xi )} {\displaystyle f(x)=\int _{\mathbb {R} ^{n}}{\hat {f}}_{1}(\xi )e^{2\pi ix\cdot \xi }\,d\xi \ } |
| 角周波数 ω（ラジアン毎秒） | 非ユニタリ | {\displaystyle {\hat {f}}_{2}(\omega )\ {\stackrel {\mathrm {def} }{=}}\int _{\mathbb {R} ^{n}}f(x)e^{-i\omega \cdot x}\,dx\ ={\hat {f}}_{1}\left({\frac {\omega }{2\pi }}\right)=(2\pi )^{n/2}\ {\hat {f}}_{3}(\omega )} {\displaystyle f(x)={\frac {1}{(2\pi )^{n}}}\int _{\mathbb {R} ^{n}}{\hat {f}}_{2}(\omega )e^{i\omega \cdot x}\,d\omega \ }                                                                    |
| 角周波数 ω（ラジアン毎秒） | ユニタリ   | {\displaystyle {\hat {f}}_{3}(\omega )\ {\stackrel {\mathrm {def} }{=}}\ {\frac {1}{(2\pi )^{n/2}}}\int _{\mathbb {R} ^{n}}f(x)\ e^{-i\omega \cdot x}\,dx={\frac {1}{(2\pi )^{n/2}}}{\hat {f}}_{1}\left({\frac {\omega }{2\pi }}\right)={\frac {1}{(2\pi )^{n/2}}}{\hat {f}}_{2}(\omega )} {\displaystyle f(x)={\frac {1}{(2\pi )^{n/2}}}\int _{\mathbb {R} ^{n}}{\hat {f}}_{3}(\omega )e^{i\omega \cdot x}\,d\omega \ } |

## 主なフーリエ変換の一覧
以下にフーリエ変換の閉じた表示に関する表を掲げる（フーリエ変換はよく用いられる三種類を挙げてある）。函数 ƒ(x) , g(x), h(x) に対して、それらのフーリエ変換をそれぞれ , ,  で表す。

### 函数の関係式
以下の表におけるフーリエ変換は (Erdélyi 1954) あるいは (Kammler 2000) の付録に見つけることができる。
|     | もとの函数                                    | ユニタリ・周波に関するフーリエ変換                                                                         | ユニタリ・角周波に関するフーリエ変換                                                                                                 | 非ユニタリ・角周波に関するフーリエ変換                                                                | 備考 |
| --- | --------------------------------------------- | --- | --- | --- | --- |
|     | {\displaystyle f(x)\,}                        | {\displaystyle {\hat {f}}(\xi )=} {\displaystyle \int \limits _{-\infty }^{\infty }f(x)e^{-2\pi ix\xi }dx} | {\displaystyle {\hat {f}}(\omega )=}{\displaystyle {\frac {1}{\sqrt {2\pi }}}\int \limits _{-\infty }^{\infty }f(x)e^{-i\omega x}dx} | {\displaystyle {\hat {f}}(\nu )=} {\displaystyle \int \limits _{-\infty }^{\infty }f(x)e^{-i\nu x}dx} | |
| 101 | {\displaystyle af(x)+bg(x)\,}                 | {\displaystyle a{\hat {f}}(\xi )+b{\hat {g}}(\xi )\,}                                                      | {\displaystyle a{\hat {f}}(\omega )+b{\hat {g}}(\omega )\,}                                                                          | {\displaystyle a{\hat {f}}(\nu )+b{\hat {g}}(\nu )\,}                                                 | 線型性 |
| 102 | {\displaystyle f(x-a)\,}                      | {\displaystyle e^{-2\pi ia\xi }{\hat {f}}(\xi )\,}                                                         | {\displaystyle e^{-ia\omega }{\hat {f}}(\omega )\,}                                                                                  | {\displaystyle e^{-ia\nu }{\hat {f}}(\nu )\,}                                                         | 時間領域シフト |
| 103 | {\displaystyle e^{2\pi iax}f(x)\,}            | {\displaystyle {\hat {f}}\left(\xi -a\right)\,}                                                            | {\displaystyle {\hat {f}}(\omega -2\pi a)\,}                                                                                         | {\displaystyle {\hat {f}}(\nu -2\pi a)\,}                                                             | 周波数領域シフト 102の双対 |
| 104 | {\displaystyle f(ax)\,}                       | {\displaystyle {\frac {1}{\|a\|}}{\hat {f}}\left({\frac {\xi }{a}}\right)\,}                               | {\displaystyle {\frac {1}{\|a\|}}{\hat {f}}\left({\frac {\omega }{a}}\right)\,}                                                      | {\displaystyle {\frac {1}{\|a\|}}{\hat {f}}\left({\frac {\nu }{a}}\right)\,}                          | \|a\| が大きければ f(ax) は 0 の周りに集中し {\displaystyle {\frac {1}{\|a\|}}{\hat {f}}\left({\frac {\omega }{a}}\right)\,} は平らに広がる |
| 105 | {\displaystyle {\hat {f}}(x)\,}               | {\displaystyle f(-\xi )\,}                                                                                 | {\displaystyle f(-\omega )\,} | {\displaystyle 2\pi f(-\nu )\,}                                                                       | ここで、{\displaystyle {\hat {f}}} は、それぞれの列で考えているフーリエ変換を施した結果の、変数を x に取替えたものである。                  |
| 106 | {\displaystyle {\frac {d^{n}f(x)}{dx^{n}}}\,} | {\displaystyle (2\pi i\xi )^{n}{\hat {f}}(\xi )\,}                                                         | {\displaystyle (i\omega )^{n}{\hat {f}}(\omega )\,}                                                                                  | {\displaystyle (i\nu )^{n}{\hat {f}}(\nu )\,}                                                         | |
| 107 | {\displaystyle x^{n}f(x)\,}                   | {\displaystyle \left({\frac {i}{2\pi }}\right)^{n}{\frac {d^{n}{\hat {f}}(\xi )}{d\xi ^{n}}}\,}            | {\displaystyle i^{n}{\frac {d^{n}{\hat {f}}(\omega )}{d\omega ^{n}}}}                                                                | {\displaystyle i^{n}{\frac {d^{n}{\hat {f}}(\nu )}{d\nu ^{n}}}}                                       | 106の双対 |
| 108 | {\displaystyle (f*g)(x)\,}                    | {\displaystyle {\hat {f}}(\xi ){\hat {g}}(\xi )\,}                                                         | {\displaystyle {\sqrt {2\pi }}{\hat {f}}(\omega ){\hat {g}}(\omega )\,}                                                              | {\displaystyle {\hat {f}}(\nu ){\hat {g}}(\nu )\,}                                                    | f ∗ g は f と g との畳み込みである。この公式は畳み込み定理と呼ばれる。                                                                      |
| 109 | {\displaystyle f(x)g(x)\,}                    | {\displaystyle ({\hat {f}}*{\hat {g}})(\xi )\,}                                                            | {\displaystyle ({\hat {f}}*{\hat {g}})(\omega ) \over {\sqrt {2\pi }}\,}                                                             | {\displaystyle {\frac {1}{2\pi }}({\hat {f}}*{\hat {g}})(\nu )\,}                                     | 108の双対 |
| 110 | 純実偶関数{\displaystyle f(x)}                | {\displaystyle {\hat {f}}(\omega ),\,{\hat {f}}(\xi ),\,{\hat {f}}(\nu )\,} はいずれも純実偶関数           | {\displaystyle {\hat {f}}(\omega ),\,{\hat {f}}(\xi ),\,{\hat {f}}(\nu )\,} はいずれも純実偶関数                                     | {\displaystyle {\hat {f}}(\omega ),\,{\hat {f}}(\xi ),\,{\hat {f}}(\nu )\,} はいずれも純実偶関数      | 正弦・余弦変換も参照 |
| 111 | 純実奇関数{\displaystyle f(x)}                | {\displaystyle {\hat {f}}(\omega ),\,{\hat {f}}(\xi ),\,{\hat {f}}(\nu )} はいずれも純虚奇関数             | {\displaystyle {\hat {f}}(\omega ),\,{\hat {f}}(\xi ),\,{\hat {f}}(\nu )} はいずれも純虚奇関数                                       | {\displaystyle {\hat {f}}(\omega ),\,{\hat {f}}(\xi ),\,{\hat {f}}(\nu )} はいずれも純虚奇関数        | |

### 自乗絶対可積分函数
以下の表におけるフーリエ変換は (Campbell & Foster 1948), (Erdélyi 1954) あるいは (Kammler 2000) の付録に見つけることができる。
|     | もとの函数                                     | ユニタリ・周波に関するフーリエ変換 | ユニタリ・角周波に関するフーリエ変換 | 非ユニタリ・角周波に関するフーリエ変換 | 備考 |
| --- | ---------------------------------------------- | --- | --- | --- | --- |
|     | {\displaystyle f(x)}                           | {\displaystyle {\hat {f}}(\xi )=} {\displaystyle \int _{-\infty }^{\infty }f(x)e^{-2\pi ix\xi }\,dx}                                                   | {\displaystyle {\hat {f}}(\omega )=} {\displaystyle {\frac {1}{\sqrt {2\pi }}}\int _{-\infty }^{\infty }f(x)e^{-i\omega x}\,dx}                                                               | {\displaystyle {\hat {f}}(\nu )=} {\displaystyle \int _{-\infty }^{\infty }f(x)e^{-i\nu x}\,dx}                                                              | |
| 201 | {\displaystyle \operatorname {rect} (ax)\,}    | {\displaystyle {\frac {1}{\|a\|}}\cdot \operatorname {sinc} \left({\frac {\xi }{a}}\right)}                                                            | {\displaystyle {\frac {1}{\sqrt {2\pi a^{2}}}}\cdot \operatorname {sinc} \left({\frac {\omega }{2\pi a}}\right)}                                                                              | {\displaystyle {\frac {1}{\|a\|}}\cdot \operatorname {sinc} \left({\frac {\nu }{2\pi a}}\right)}                                                             | 矩形波と標準化されたsinc関数でsinc関数はsinc(x) = sin(πx)/(πx)で表される                                   |
| 202 | {\displaystyle \operatorname {sinc} (ax)\,}    | {\displaystyle {\frac {1}{\|a\|}}\cdot \operatorname {rect} \left({\frac {\xi }{a}}\right)\,}                                                          | {\displaystyle {\frac {1}{\sqrt {2\pi a^{2}}}}\cdot \operatorname {rect} \left({\frac {\omega }{2\pi a}}\right)}                                                                              | {\displaystyle {\frac {1}{\|a\|}}\cdot \operatorname {rect} \left({\frac {\nu }{2\pi a}}\right)}                                                             | 201の双対で矩形波は理想的なローパスフィルターである。sinc関数はそのようなフィルターの非因果波応答である。  |
| 203 | {\displaystyle \operatorname {sinc} ^{2}(ax)}  | {\displaystyle {\frac {1}{\|a\|}}\cdot \operatorname {tri} \left({\frac {\xi }{a}}\right)}                                                             | {\displaystyle {\frac {1}{\sqrt {2\pi a^{2}}}}\cdot \operatorname {tri} \left({\frac {\omega }{2\pi a}}\right)}                                                                               | {\displaystyle {\frac {1}{\|a\|}}\cdot \operatorname {tri} \left({\frac {\nu }{2\pi a}}\right)}                                                              | tri(x)は三角形関数である。                                                                                 |
| 204 | {\displaystyle \operatorname {tri} (ax)}       | {\displaystyle {\frac {1}{\|a\|}}\cdot \operatorname {sinc} ^{2}\left({\frac {\xi }{a}}\right)\,}                                                      | {\displaystyle {\frac {1}{\sqrt {2\pi a^{2}}}}\cdot \operatorname {sinc} ^{2}\left({\frac {\omega }{2\pi a}}\right)}                                                                          | {\displaystyle {\frac {1}{\|a\|}}\cdot \operatorname {sinc} ^{2}\left({\frac {\nu }{2\pi a}}\right)}                                                         | 203の双対                                                                                                  |
| 205 | {\displaystyle e^{-ax}u(x)\,}                  | {\displaystyle {\frac {1}{a+2\pi i\xi }}} | {\displaystyle {\frac {1}{{\sqrt {2\pi }}(a+i\omega )}}} | {\displaystyle {\frac {1}{a+i\nu }}} | u(x)はヘビサイドの単位ステップ関数であり、a>0                                                              |
| 206 | {\displaystyle e^{-\alpha x^{2}}\,}            | {\displaystyle {\sqrt {\frac {\pi }{\alpha }}}\cdot e^{-{\frac {(\pi \xi )^{2}}{\alpha }}}}                                                            | {\displaystyle {\frac {1}{\sqrt {2\alpha }}}\cdot e^{-{\frac {\omega ^{2}}{4\alpha }}}} | {\displaystyle {\sqrt {\frac {\pi }{\alpha }}}\cdot e^{-{\frac {\nu ^{2}}{4\alpha }}}}                                                                       | これが示すものは、ガウス関数exp(−αx2)でαを選んだ場合はユニタリフーリエ変換である。 Re(α)>0で積分可能である |
| 207 | {\displaystyle \operatorname {e} ^{-a\|x\|}\,} | {\displaystyle {\frac {2a}{a^{2}+4\pi ^{2}\xi ^{2}}}}                                                                                                  | {\displaystyle {\sqrt {\frac {2}{\pi }}}\cdot {\frac {a}{a^{2}+\omega ^{2}}}} | {\displaystyle {\frac {2a}{a^{2}+\nu ^{2}}}} | a>0である                                                                                                  |
| 208 | {\displaystyle {\frac {J_{n}(x)}{x}}\,}        | {\displaystyle {\frac {2i}{n}}(-i)^{n}\cdot U_{n-1}(2\pi \xi )\,} {\displaystyle \cdot \ {\sqrt {1-4\pi ^{2}\xi ^{2}}}\operatorname {rect} (\pi \xi )} | {\displaystyle {\sqrt {\frac {2}{\pi }}}{\frac {i}{n}}(-i)^{n}\cdot U_{n-1}(\omega )\,} {\displaystyle \cdot \ {\sqrt {1-\omega ^{2}}}\operatorname {rect} \left({\frac {\omega }{2}}\right)} | {\displaystyle {\frac {2i}{n}}(-i)^{n}\cdot U_{n-1}(\nu )\,} {\displaystyle \cdot \ {\sqrt {1-\nu ^{2}}}\operatorname {rect} \left({\frac {\nu }{2}}\right)} | 関数Jn (x)は、n次の第1種ベッセル関数である。関数Un (x)は第2種チェビシェフ多項式である。下記315と316を参照  |
| 209 | {\displaystyle \operatorname {sech} (ax)\,}    | {\displaystyle {\frac {\pi }{a}}\operatorname {sech} \left({\frac {\pi ^{2}}{a}}\xi \right)}                                                           | {\displaystyle {\frac {1}{a}}{\sqrt {\frac {\pi }{2}}}\operatorname {sech} \left({\frac {\pi }{2a}}\omega \right)}                                                                            | {\displaystyle {\frac {\pi }{a}}\operatorname {sech} \left({\frac {\pi }{2a}}\nu \right)}                                                                    | 双曲線正割は自分自身をフーリエ変換したものである                                                           |

### 超函数
以下の表におけるフーリエ変換は (Erdélyi 1954) あるいは (Kammler 2000) の付録に見つけることができる。
|     | もとの函数                                                | ユニタリ・周波に関するフーリエ変換 | ユニタリ・角周波に関するフーリエ変換 | 非ユニタリ・角周波に関するフーリエ変換                                                                                              | 備考 |
| --- | --------------------------------------------------------- | --- | --- | --- | --- |
|     | {\displaystyle f(x)\,}                                    | {\displaystyle {\hat {f}}(\xi )=} {\displaystyle \int _{-\infty }^{\infty }f(x)e^{-2\pi ix\xi }\,dx}                                      | {\displaystyle {\hat {f}}(\omega )=} {\displaystyle {\frac {1}{\sqrt {2\pi }}}\int _{-\infty }^{\infty }f(x)e^{-i\omega x}\,dx}                                      | {\displaystyle {\hat {f}}(\nu )=} {\displaystyle \int _{-\infty }^{\infty }f(x)e^{-i\nu x}\,dx}                                     | |
| 301 | {\displaystyle 1}                                         | {\displaystyle \delta (\xi )\,} | {\displaystyle {\sqrt {2\pi }}\cdot \delta (\omega )} | {\displaystyle 2\pi \delta (\nu )\,}                                                                                                | δ(ξ) はディラックのデルタ関数 |
| 302 | {\displaystyle \delta (x)\,}                              | {\displaystyle 1} | {\displaystyle {\frac {1}{\sqrt {2\pi }}}\,} | {\displaystyle 1} | 301の双対 |
| 303 | {\displaystyle e^{iax}\,}                                 | {\displaystyle \delta \left(\xi -{\frac {a}{2\pi }}\right)}                                                                               | {\displaystyle {\sqrt {2\pi }}\cdot \delta (\omega -a)} | {\displaystyle 2\pi \delta (\nu -a)\,}                                                                                              | 103と301より導かれる。 |
| 304 | {\displaystyle \cos(ax)\,}                                | {\displaystyle {\frac {\displaystyle \delta \left(\xi -{\frac {a}{2\pi }}\right)+\delta \left(\xi +{\frac {a}{2\pi }}\right)}{2}}}        | {\displaystyle {\sqrt {2\pi }}\cdot {\frac {\delta (\omega -a)+\delta (\omega +a)}{2}}\,}                                                                            | {\displaystyle \pi \left(\delta (\nu -a)+\delta (\nu +a)\right)}                                                                    | 101、303とオイラーの公式：{\displaystyle \displaystyle \cos(ax)=(e^{iax}+e^{-iax})/2.}より導かれる。                                                                                    |
| 305 | {\displaystyle \sin(ax)\,}                                | {\displaystyle i\cdot {\frac {\displaystyle \delta \left(\xi +{\frac {a}{2\pi }}\right)-\delta \left(\xi -{\frac {a}{2\pi }}\right)}{2}}} | {\displaystyle i{\sqrt {2\pi }}\cdot {\frac {\delta (\omega +a)-\delta (\omega -a)}{2}}}                                                                             | {\displaystyle i\pi \left(\delta (\nu +a)-\delta (\nu -a)\right)}                                                                   | 101、303と {\displaystyle \displaystyle \sin(ax)=(e^{iax}-e^{-iax})/(2i).} より導かれる。                                                                                               |
| 306 | {\displaystyle \cos(ax^{2})\,}                            | {\displaystyle {\sqrt {\frac {\pi }{a}}}\cos \left({\frac {\pi ^{2}\xi ^{2}}{a}}-{\frac {\pi }{4}}\right)}                                | {\displaystyle {\frac {1}{\sqrt {2a}}}\cos \left({\frac {\omega ^{2}}{4a}}-{\frac {\pi }{4}}\right)}                                                                 | {\displaystyle {\sqrt {\frac {\pi }{a}}}\cos \left({\frac {\nu ^{2}}{4a}}-{\frac {\pi }{4}}\right)}                                 | |
| 307 | {\displaystyle \sin(ax^{2})\,}                            | {\displaystyle -{\sqrt {\frac {\pi }{a}}}\sin \left({\frac {\pi ^{2}\xi ^{2}}{a}}-{\frac {\pi }{4}}\right)}                               | {\displaystyle {\frac {-1}{\sqrt {2a}}}\sin \left({\frac {\omega ^{2}}{4a}}-{\frac {\pi }{4}}\right)}                                                                | {\displaystyle -{\sqrt {\frac {\pi }{a}}}\sin \left({\frac {\nu ^{2}}{4a}}-{\frac {\pi }{4}}\right)}                                | |
| 308 | {\displaystyle x^{n}\,}                                   | {\displaystyle \left({\frac {i}{2\pi }}\right)^{n}\delta ^{(n)}(\xi )\,}                                                                  | {\displaystyle i^{n}{\sqrt {2\pi }}\delta ^{(n)}(\omega )\,} | {\displaystyle 2\pi i^{n}\delta ^{(n)}(\nu )\,}                                                                                     | n は自然数、 δ(n )(ξ) はディラックのデルタ関数のn 階微分。107と301より導かれる。さらに101と組み合わせることで、任意の多項式を変換できる。                                               |
| 309 | {\displaystyle {\frac {1}{x}}\,}                          | {\displaystyle -i\pi \operatorname {sgn}(\xi )\,}                                                                                         | {\displaystyle -i{\sqrt {\frac {\pi }{2}}}\operatorname {sgn}(\omega )}                                                                                              | {\displaystyle -i\pi \operatorname {sgn}(\nu )\,}                                                                                   | sgn(ξ) は符号関数。1/x は超関数ではないことに注意。シュワルツ関数に対してテストするときにコーシーの主値を使用する必要がある。この規則はヒルベルト変換を研究するとき有用である。         |
| 310 | {\displaystyle {\frac {1}{x^{n}}}}                        | {\displaystyle -i\pi {\frac {(-2\pi i\xi )^{n-1}}{(n-1)!}}\operatorname {sgn}(\xi )}                                                      | {\displaystyle -i{\sqrt {\frac {\pi }{2}}}\cdot {\frac {(-i\omega )^{n-1}}{(n-1)!}}\operatorname {sgn}(\omega )}                                                     | {\displaystyle -i\pi {\frac {(-i\nu )^{n-1}}{(n-1)!}}\operatorname {sgn}(\nu )}                                                     | 309の一般化 |
| 311 | {\displaystyle {\frac {1}{\sqrt {\|x\|}}}\,}              | {\displaystyle {\frac {1}{\sqrt {\|\xi \|}}}}                                                                                             | {\displaystyle {\frac {1}{\sqrt {\|\omega \|}}}} | {\displaystyle {\frac {\sqrt {2\pi }}{\sqrt {\|\nu \|}}}}                                                                           | |
| 312 | {\displaystyle \operatorname {sgn}(x)\,}                  | {\displaystyle {\frac {1}{i\pi \xi }}} | {\displaystyle {\sqrt {\frac {2}{\pi }}}\cdot {\frac {1}{i\omega }}\,}                                                                                               | {\displaystyle {\frac {2}{i\nu }}}                                                                                                  | 309の双対。積分はコーシーの主値を考える。 |
| 313 | {\displaystyle u(x)\,}                                    | {\displaystyle {\frac {1}{2}}\left({\frac {1}{i\pi \xi }}+\delta (\xi )\right)}                                                           | {\displaystyle {\sqrt {\frac {\pi }{2}}}\left({\frac {1}{i\pi \omega }}+\delta (\omega )\right)}                                                                     | {\displaystyle \pi \left({\frac {1}{i\pi \nu }}+\delta (\nu )\right)}                                                               | u (x ) はヘヴィサイドの階段関数。101、301および312より導かれる。 |
| 314 | {\displaystyle \sum _{n=-\infty }^{\infty }\delta (x-nT)} | {\displaystyle {\frac {1}{T}}\sum _{k=-\infty }^{\infty }\delta \left(\xi -{\frac {k}{T}}\right)}                                         | {\displaystyle {\frac {\sqrt {2\pi }}{T}}\sum _{k=-\infty }^{\infty }\delta \left(\omega -{\frac {2\pi k}{T}}\right)}                                                | {\displaystyle {\frac {2\pi }{T}}\sum _{k=-\infty }^{\infty }\delta \left(\nu -{\frac {2\pi k}{T}}\right)}                          | この関数はくし型関数といわれる。302、102および、超関数として {\displaystyle \sum _{n=-\infty }^{\infty }e^{inx}=\sum _{k=-\infty }^{\infty }\delta (x+2\pi k)} であることから導かれる。 |
| 315 | {\displaystyle J_{0}(x)\,}                                | {\displaystyle {\frac {2\,\operatorname {rect} (\pi \xi )}{\sqrt {1-4\pi ^{2}\xi ^{2}}}}}                                                 | {\displaystyle {\sqrt {\frac {2}{\pi }}}\cdot {\frac {\operatorname {rect} \left(\displaystyle {\frac {\omega }{2}}\right)}{\sqrt {1-\omega ^{2}}}}}                 | {\displaystyle {\frac {2\,\operatorname {rect} \left(\displaystyle {\frac {\nu }{2}}\right)}{\sqrt {1-\nu ^{2}}}}}                  | J0 (x ) は0次の第1種ベッセル関数 |
| 316 | {\displaystyle J_{n}(x)\,}                                | {\displaystyle {\frac {2(-i)^{n}T_{n}(2\pi \xi )\operatorname {rect} (\pi \xi )}{\sqrt {1-4\pi ^{2}\xi ^{2}}}}}                           | {\displaystyle {\sqrt {\frac {2}{\pi }}}{\frac {(-i)^{n}T_{n}(\omega )\operatorname {rect} \left(\displaystyle {\frac {\omega }{2}}\right)}{\sqrt {1-\omega ^{2}}}}} | {\displaystyle {\frac {2(-i)^{n}T_{n}(\nu )\operatorname {rect} \left(\displaystyle {\frac {\nu }{2}}\right)}{\sqrt {1-\nu ^{2}}}}} | 315の一般化。Jn (x ) はn 次の第1種ベッセル関数、Tn (x ) は第1種チェビシェフ多項式。 |

### 二変数函数
|     | もとの函数                                                  | ユニタリ・周波に関するフーリエ変換                                                                                      | ユニタリ・角周波に関するフーリエ変換 | 非ユニタリ・角周波に関するフーリエ変換                                                                                  | 備考 |
| --- | ----------------------------------------------------------- | --- | --- | --- | --- |
|     | {\displaystyle f(x,y)}                                      | {\displaystyle {\hat {f}}(\xi _{x},\xi _{y})=} {\displaystyle \iint f(x,y)e^{-2\pi i(\xi _{x}x+\xi _{y}y)}\,dxdy}       | {\displaystyle {\hat {f}}(\omega _{x},\omega _{y})=} {\displaystyle {\frac {1}{2\pi }}\iint f(x,y)e^{-i(\omega _{x}x+\omega _{y}y)}\,dxdy} | {\displaystyle {\hat {f}}(\nu _{x},\nu _{y})=} {\displaystyle \iint f(x,y)e^{-i(\nu _{x}x+\nu _{y}y)}\,dxdy}            | ξx , ξy , ωx , ωy , νx , νy は実変数。積分領域は全平面である。                                                                     |
| 401 | {\displaystyle e^{-\pi \left(a^{2}x^{2}+b^{2}y^{2}\right)}} | {\displaystyle {\frac {1}{\|ab\|}}e^{-\pi \left(\xi _{x}^{2}/a^{2}+\xi _{y}^{2}/b^{2}\right)}}                          | {\displaystyle {\frac {1}{2\pi \cdot \|ab\|}}e^{\frac {-\left(\omega _{x}^{2}/a^{2}+\omega _{y}^{2}/b^{2}\right)}{4\pi }}}                 | {\displaystyle {\frac {1}{\|ab\|}}e^{\frac {-\left(\nu _{x}^{2}/a^{2}+\nu _{y}^{2}/b^{2}\right)}{4\pi }}}               | 両方のガウス関数は規格化されている必要はない。                                                                                     |
| 402 | {\displaystyle \mathrm {circ} ({\sqrt {x^{2}+y^{2}}})}      | {\displaystyle {\frac {J_{1}\left(2\pi {\sqrt {\xi _{x}^{2}+\xi _{y}^{2}}}\right)}{\sqrt {\xi _{x}^{2}+\xi _{y}^{2}}}}} | {\displaystyle {\frac {J_{1}\left({\sqrt {\omega _{x}^{2}+\omega _{y}^{2}}}\right)}{\sqrt {\omega _{x}^{2}+\omega _{y}^{2}}}}}             | {\displaystyle {\frac {2\pi J_{1}\left({\sqrt {\nu _{x}^{2}+\nu _{y}^{2}}}\right)}{\sqrt {\nu _{x}^{2}+\nu _{y}^{2}}}}} | 元の函数は circ(r ) = 1 (0≤r ≤1), and 0 (otherwise) で定義される。これはエアリー分布であり、1次の第1種ベッセル函数 J1 で表される。 |

### 一般のn-変数函数
|     | もとの函数                                                    | ユニタリ・周波に関するフーリエ変換                                                                                                | ユニタリ・角周波に関するフーリエ変換 | 非ユニタリ・角周波に関するフーリエ変換 | 備考 |
| --- | ------------------------------------------------------------- | --- | --- | --- | --- |
|     | {\displaystyle f(x)\,}                                        | {\displaystyle {\hat {f}}(\xi )=} {\displaystyle \int _{\mathbb {R} ^{n}}f(x)e^{-2\pi ix\cdot \xi }\,dx}                          | {\displaystyle {\hat {f}}(\omega )=}{\displaystyle {\frac {1}{{(2\pi )}^{(n/2)}}}\int _{\mathbb {R} ^{n}}f(x)e^{-i\omega \cdot x}\,dx}   | {\displaystyle {\hat {f}}(\nu )=} {\displaystyle \int _{\mathbb {R} ^{n}}f(x)e^{-ix\cdot \nu }\,dx}                                                    | |
| 501 | {\displaystyle \chi _{[0,1]}(\|x\|)(1-\|x\|^{2})^{\delta }\,} | {\displaystyle \pi ^{-\delta }\Gamma (\delta +1)\|\xi \|^{-(n/2)-\delta }\,} {\displaystyle \cdot J_{n/2+\delta }(2\pi \|\xi \|)} | {\displaystyle 2^{-\delta }\Gamma (\delta +1)\left\|\omega \right\|^{-(n/2)-\delta }} {\displaystyle \cdot J_{n/2+\delta }(\|\omega \|)} | {\displaystyle \pi ^{-\delta }\Gamma (\delta +1)\left\|{\frac {\nu }{2\pi }}\right\|^{-(n/2)-\delta }} {\displaystyle \cdot J_{n/2+\delta }(\|\nu \|)} | χ[0,1] は区間 [0, 1] の指示関数、Γ(x ) はガンマ関数、Jn /2+δ はn /2 + δ次の第1種ベッセル関数である。n = 2 およびδ = 0とすると402を得る。 |

## 関連図書
- 高橋洋一郎：「実関数とフーリエ解析」、岩波書店、ISBN 4-00-005457-0 (2006年7月7日).